# En ræv af guds nåde
En ræv af guds nåde er en roman fra 2005 af Mikkel Wallentin.
Bogen er en sort, surrealistisk komedie bygget på Don Juan-myten 
om en ung mand i Århus, der betaler af på sin spillegæld ved at agere kropsterapeut for kvinder med søgende sjæle.
Det er den sidste roman i en "ræve-trilogi" efter En ræv bag øret (2001) og Rævegraven (2003).
Romanen fik blandede anmeldelser jf. Politikens Bo Tao Michaëlis
samt Kristeligt Dagblads Ove Christensen.